# 158
Évszázadok: 1. század – 2. század – 3. század
Évtizedek: 100-as évek – 110-es évek – 120-as évek – 130-as évek – 140-es évek – 150-es évek – 160-as évek – 170-es évek – 180-as évek – 190-es évek – 200-as évek
Évek: 153 – 154 – 155 – 156 –  157 – 158 – 159 – 160 – 161 – 162 – 163

## Események

### Római Birodalom
- Sextus Sulpicius Tertullust (helyettese júliustól M. Servilius Fabianus Maximus, decembertől Q. Pomponius Musa) és Quintus Tineius Sacerdos Clemenst (helyettese Q. Iallius Bassus és L. Cassius Juvenalis) választják consulnak.
- Marcus Statius Priscus kormányzó leveri a daciai lázadást.
- Antoninus Pius császár átszervezi a daciai provinciákat. Dacia Porolissensis (Észak-Erdély, fővárosa Porolissum) megmaradt, Dacia Superiort átnevezték Dacia Apulensisre (Bánát és Dél-Erdély, fővárosa Apulum), Dacia Inferiort pedig átnevezték Dacia Malvensisre (Olténia, fővárosa Romula).
- Cnaeus Iulius Verus britanniai kormányzó ismét helyőrséggel látja el az Antoninus-falat.
- Először említik írásban Sol Invictust.

## Fordítás
- Ez a szócikk részben vagy egészben  a(z)   158 című francia Wikipédia-szócikk ezen változatának fordításán alapul.  Az eredeti cikk szerkesztőit annak laptörténete sorolja fel. Ez a jelzés csupán a megfogalmazás eredetét és a szerzői jogokat jelzi, nem szolgál a cikkben szereplő információk forrásmegjelöléseként.